# Aparallactus niger
Aparallactus niger — вид отруйних змій родини земляних гадюк (Atractaspididae). Мешкає в Західній Африці.

## Поширення і екологія
Aparallactus niger мешкають в Гвінеї, Сьєрра-Леоне, Ліберії і Кот-д'Івуарі, можливо, також в Гані. Вони живуть у вологих тропічних лісах та в галерейних лісах у гвінейський савані, на висоті до 750 м над рівнем моря.